# Kujataa
Kujataa [kujaˈtaː] ist eine subarktische Agrarlandschaft im Süden Grönlands. Sie umfasst ein Gebiet von 34'892 Hektar (348.92 km2). Seit dem Jahre 2017 ist sie UNESCO-Weltkulturerbe.

## Zonen
Kujataa besteht aus fünf Zonen:
1. Qassiarsuk (113,42 km2) grenzt im Norden an das 1267 Meter hohe Ulunnguarsuaq-Massiv und im Süden an das Hochlandgebiet von Qaqqarsuatsiaq. Es war nach Igaliku die zweite Zone in Kujataa, in der moderne Schafszucht betrieben wurde (und immer noch wird).[2] Die Zone ist nach der Siedlung Qassiarsuk benannt, welche die größte Schäfersiedlung Grönlands ist.[3]
2. Igaliku (82,87 km2) grenzt im Norden an die Berge Illerfissalik und Tallorutit. Es war die erste Zone in Kujataa, in der moderne Schafzucht betrieben wurde. Es war eine wichtige strategische Position für die Grænlendingar  und war der perfekte Platz für den im 12. Jahrhundert gegründeten Bischofssitz. Die Siedlung Igaliku ist der Namensgeber dieser Zone.[2]
3. Sissarluttoq (3,39 km2) ist die kleinste Zone und beinhaltet einen einzigen nordischen Bauernhof, welcher jedoch zu den am besten erhaltenen in Grönland gehört.[2]
4. Tasikuluulik (75,42 km2) wurde von den Grænlendingar zur Landwirtschaft benutzt und enthält die Siedlung Igaliku Kujalleq. Die Zone war im 19. Jahrhundert von unsystematischer Artefaktausgrabung von Antiquaren betroffen. Nirgendwo in Grönland wird heutzutage mehr archäologische Forschung betrieben als in Tasikuluulik.[2]
5. Qaqortukulooq (73,82 km2) beinhaltet eine Agrarforschungsstation und die Ruinen der Kirche von Hvalsey befinden sich dort.[2]

## Geschichte

### Skandinavische Besiedlung
Als Erik der Rote während seiner Verbannung in Grönland landete, gründete er seine erste Siedlung 985 innerhalb des heutigen Weltkulturerbes, an der Stelle des heutigen Qassiarsuk. Die von seiner Frau erbaute Kirche von Brattahlíð gilt auch als die älteste Kirche Grönlands und wurde kurz nach der Besiedlung erbaut, wodurch das Christentum zum ersten Mal in Grönland Einzug erhielt.
Nach der sogenannten „Ostsiedlung“ wurde die nordwestlicher liegende „Westsiedlung“ im Gebiet des heutigen Nuuk gegründet, welche jedoch mit etwa 90 Gehöften kleiner als die ursprüngliche Siedlung war.
Diese Siedler lebten vor allem von der Tierzucht und vom Fischfang. Jedoch wurde auch Landwirtschaft betrieben und in günstigen Jahren sollten sogar Äpfel gewachsen sein. Spätestens nachdem sich die Kolonien 1261 dem norwegischen König Håkon IV. unterworfen hatten, florierte der Handel mit Europa. So waren die Handelsgüter der Kolonie beliebt, vor allem die stark fetthaltige Wolle der Schafe, die Gerfalken, Narwalstoßzähne und Walrosselfenbein.
Im Jahr 1406 legte das letzte norwegische Handelsschiff im Hafen an und der Kapitän Þórsteinn Óláfsson (Thorstein Olafsson) feierte eine prachtvolle Hochzeit mit der Grönlanderin Sigríðr Bjarnardóttir (Sigrid Björnsdottir). Dies war jedoch der letzte schriftliche Bericht von Skandinaviern in Grönland. Eine isländische Expedition hat in den 1540er Jahren eine Leiche in der früheren Ostsiedlung entdeckt, was die letzte Überlieferung von Skandinaviern in Grönland sein kann.
Es gibt verschiedene Theorien, was die Gründe für den Untergang waren, zum Beispiel Konflikte mit den ankommenden Inuit oder ein kälter werdendes Klima.

### Inuit-Besiedlung
Die wahrscheinlich um das Jahr 900 n. Chr. entstandene Thule-Kultur breitete sich immer weiter in Grönland aus und verdrängte die ältere und rückständigere Dorset-Kultur.
Spätestens im 15. Jahrhundert war Grönland von den Thule-Inuit vollständig besiedelt. Diese lebten vor allem vom Walfang, was dank ihrer neuartigen Lanzen und Harpunen große Erträge brachte. Dank ihrer Hundeschlitten entstand eine Art Handel.
Die Kleine Eiszeit führte zu einem kleinen Bevölkerungsrückgang und die kälteren Gebiete wurden entvölkert. Noch drastischer veränderte sich die Lebensweise der Inuit jedoch mit dem Eintreffen von europäischen Walfängern ab dem 17. Jahrhundert. Dadurch entstanden neue Handelsmöglichkeiten und das Christentum verbreitete sich durch das Missionieren der Neuankömmlinge.